# 葉林傳
葉林傳（1969年7月16日—），生於臺灣臺北市，中華民國政治人物，中國國民黨籍，現任臺北市議會副議長，曾任兩屆臺北市議員。

## 生平
其父葉明財，為牛埔幫大哥。葉林傳為家中么子，由里長開始競選，進入政壇。
2010年首次當選台北市議員。

## 相關事件

### 電子遊戲場
前立委黃國昌指控其包庇台北市電子遊戲場，協助相關店家通過申請。
2025年7月，因涉嫌透過人頭經營電子遊樂場，以及修正《台北市電子遊戲場業設置管理自治條例》為業者護航，違反《貪污治罪條例》圖利罪，被台北地檢署搜索和訊問。

### 萬少丞申請加入國民黨
2014年台北信義區犯下殺警案嫌犯萬少丞於2017年經由其服務處轉介申請入黨，入黨申請的介紹人為其服務處主任，其後申請書被黨部退回。